# Healing Hands
Healing Hands è un brano pop rock composto da Elton John con testo di Bernie Taupin ed interpretato dallo stesso cantante britannico, pubblicato come singolo nel 1989.

## Il brano
Proveniente dall'album del 1989 Sleeping with the Past, si caratterizza come una canzone di stampo pop rock, ispirata dal brano dei Four Tops Reach Out I'll Be There. La melodia appare complessa, con strofe in tonalità di Si bemolle e ritornello in tonalità di Re maggiore, mentre l'assolo strumentale tra i ritornelli è in Sol minore.
Elton John suona le tastiere insieme a Fred Mandel e Guy Babylon, ed è accompagnato da Romeo Williams al basso e Johathan Moffet alla batteria, mentre il chitarrista è Davey Johnstone, il quale si cimenta anche ai cori, insieme a Marlena Jeter, Natalie Jackson e Mortonette Jenkins. La traduzione letterale del titolo in italiano è Mani guaritrici.
Healing Hands fu inizialmente distribuita come singolo nel luglio 1989 ed ebbe un buon successo negli Stati Uniti, raggiungendo la #13 nella Billboard Hot 100 e la #1 nella Adult Contemporary chart (scalzando Cherish di Madonna). Il singolo ha avuto invece grande successo in Italia, toccando la #6 settimanale e la #18 nella classifica di fine anno. Nel Regno Unito, invece, non raggiunse nemmeno la Top 40, così come l'altro estratto Sacrifice. Ma quando i due pezzi furono accorpati in un unico singolo benefico, nel giugno 1990, il disco raggiunse in UK la #1, la prima da potersi attribuire esclusivamente ad Elton (la hit Don't Go Breaking My Heart del 1976 era infatti un duetto). Il successo trascinò alla #1 anche l'album Sleeping with the Past, ed Elton tornò ad ottenere un grande successo commerciale, che lo accompagnerà lungo tutti gli anni Novanta.

## Classifiche
| Classifica (1989)                            | Posizione più alta |
| -------------------------------------------- | ------------------ |
| Australia                                    | 14                 |
| Austria                                      | 10                 |
| Germania                                     | 39                 |
| Italia                                       | 6                  |
| Svizzera                                     | 13                 |
| Official Singles Chart                       | 45                 |
| U.S. Billboard Hot 100                       | 13                 |
| U.S. Billboard Hot Adult Contemporary Tracks | 1                  |
| Classifica (1990)                            | Posizione più alta |
| Official Singles Chart (insieme a Sacrifice) | 1                  |

## Formazione
- Elton John: voce, tastiere
- Romeo Williams: basso
- Jonathan Moffett: batteria
- Davey Johnstone: chitarra, cori
- Fred Mandel: tastiere
- Guy Babylon: tastiere
- Marlena Jeter: cori
- Natalie Jackson: cori
- Mortonette Jenkins: cori